# Trastornos de la conciencia
Los trastornos de la conciencia son afecciones médicas que inhiben la conciencia.
 
Algunos definen los trastornos de la conciencia como cualquier cambio desde la autoconciencia completa hasta la autoconciencia inhibida o ausente y la excitación. Esta categoría generalmente incluye estado mínimamente consciente y estado vegetativo persistente, pero a veces también incluye el síndrome de enclaustramiento menos grave y el coma crónico más grave pero menos común. El diagnóstico diferencial de estos trastornos es un área activa de la investigación biomédica. Finalmente, la muerte cerebral resulta en una ruptura irreversible de la consciencia. Mientras que otras afecciones pueden causar deterioro moderado (e.g., demencia y delirio) o interrupción transitoria (e.g., ataques de ausencia y convulsiones tónicoclónicas generalizadas) de la consciencia, no se incluyen en esta categoría.

## Clasificación
Los pacientes en un estado de conciencia dramáticamente alterado presentan problemas únicos para el diagnóstico, el pronóstico y el tratamiento. Es difícil la realización de evaluaciones de las funciones cognitivas que quedan después de una lesión cerebral traumática. Los movimientos voluntarios pueden ser muy pequeños, inconsistentes y fácilmente agotados. La cuantificación de la actividad cerebral diferencia a los pacientes que a veces sólo difieren por un movimiento breve y pequeño de un dedo.
La conciencia es un concepto complejo y multifacético, dividido en dos componentes principales: la excitación y conciencia. La excitación está asociada con poblaciones funcionales de neuronas del tronco encefálico que se proyectan en ambas de las neuronas, las del tálamo y las de la corteza cerebral. Por lo tanto, la evaluación de reflejos (utilizando la Escala de Coma Glasgow) es importante para investigar la función integral del tronco cerebral. 

Se ha pensado que la conciencia está relacionada con la integridad funcional del córtex cerebral y las conexiones subcorticales. El punto más importante con respecto a la clasificación de trastornos de la conciencia es que la conciencia no se puede medir objetivamente por ninguna máquina, aunque muchos sistemas de puntuación han sido desarrollados para la cuantificación de la conciencia y las técnicas de neuroimagen son herramientas importantes para la investigación clínica extendiendo nuestro entendimiento de mecanismos subyacentes involucrados. Los trastornos de la conciencia representan grandes problemas en el ámbito social y ético porque el diagnóstico es metodológicamente complejo y necesita una cuidadosa interpretación. Además, el marco ético debe desarrollarse más para orientar la investigación en estos pacientes.

### Síndrome de enclaustramiento
En el síndrome de enclaustramiento el paciente tiene conciencia, ciclos de sueños-vigilia y un comportamiento significativo (viz., movimiento ocular), pero está aislado debido a cuadriplejia y parálisis seudobulbar como resultado de la interrupción de las vías corticoespinal y corticobulbar. El síndrome de enclaustramiento es una afección en la cual el paciente está consciente y despierto pero no puede moverse o comunicarse verbalmente debido a una parálisis completa de casi todos los músculos voluntarios en el cuerpo, excepto por los ojos. Los movimientos oculares  de los párpados son el método principal de comunicación. El síndrome de enclaustramiento total es una versión del síndrome de enclaustramiento donde los ojos también están paralizados.

### Estado mínimamente consciente
En un estado mínimamente consciente, el paciente tiene periodos intermitentes de consciencia y desvelo.  El criterio para un estado mínimamente consciente, que los pacientes no están en un estado vegetativo pero no son capaces de comunicarse constantemente. Esto significa, que los pacientes tienen que mostrar signos limitados pero reproducibles de consciencia de ellos mismos o del ambiente. Esto puede ser seguimientos de comandos simples,  habla inteligible o comportamiento útil (incluyendo movimientos o comportamiento afectivo con relación a estímulos externos pero no a la actividad reflexiva). Es más probable una mejoría adicional hacia la recuperación total de la consciencia en este estado que en el estado vegetativo, pero aun algunos pacientes permanecen en el MCS constantemente.

### Estado vegetativo persistente
En un estado vegetativo persistente el paciente tiene ciclos de sueño-vigilia, pero no tiene consciencia, no es capaz de comunicarse y solo muestra un comportamiento reflexivo y sin propósito. El término se refiere a un cuerpo orgánico que es capaz de crecer y desarrollarse desprovisto de actividad intelectual o relaciones sociales. El diagnóstico del estado vegetativo debe ser cuestionado cuando existe algún grado de búsqueda visual sostenida y reproducible o fijación o respuesta a gestos amenazantes. Este estado refleja un tronco cerebral  y estructuras aliadas intactas pero con daño severo en la materia gris y blanca de ambos hemisferios cerebrales. La preservación de estas estructuras mantiene la excitación y las funciones automáticas. El metabolismo general cae en promedio a 40-50% del rango normal. Después de 4 semanas en estado vegetativo (VS), el paciente es clasificado como en un estado vegetativo persistente. Aquí el metabolismo cae en promedio a 30-40% del rango normal pero parece ser un resultado degeneración neuronal trans-sináptica. Aunque el diagnóstico es problemático, la ausencia formal de cualquier signo de percepción consciente o acción deliberada es esencial. Este diagnóstico puede ser clasificado como un estado vegetativo permanente (PVS) aproximadamente después de 1 año de estar en un estado vegetativo a partir de una lesión traumática cerebral.

### Coma crónico
Como el coma, el coma crónico generalmente resulta de un daño cortical o de la materia blanca después de una lesión neuronal o axonal, o de lesiones focales del tronco cerebral. Usualmente el metabolismo en la materia gris desciende a 50-70% del rango normal. El paciente no tiene consciencia ni excitación. El paciente se acuesta con los ojos cerrados y no está consciente de sí mismo ni de su entorno. La estimulación no puede producir periodos espontáneos de vigilia y apertura de los ojos, a diferencia de los pacientes en estado vegetal. En la medicina, un coma ( del griego κῶμα koma, que significa sueño profundo) es un estado de inconsciencia, que dura más de seis horas en el cual una persona no puede ser despertada,  no responde normalmente ante los estímulos dolorosos, a la luz, al sonido, carece de un ciclo normal de sueño-vigilia y no inicia acciones voluntarias. Aunque, de acuerdo a la Escala de coma de Glasgow, una persona con confusión se considera que está en el coma más leve. Pero se ha demostrado que el metabolismo cerebral se correlaciona pobremente con el nivel de consciencia en pacientes con lesiones  leves a severas dentro del primer mes después de una lesión cerebral traumática (TBI). Una persona en estado de coma es descrita como comatoso. Generalmente pacientes que sobreviven la coma se recuperan gradualmente entre 2-4 semanas. Pero la recuperación a la plena consciencia y la excitación no siempre es posible. Algunos pacientes no progresan más allá del estado vegetal o de un estado mínimamente consciente y, algunas veces, esto resulta en etapas prolongadas antes de una recuperación posterior de plena consciencia.
Aunque un paciente en coma puede parecer que está despierto, no pueden sentir conscientemente, hablar, escuchar, o moverse. Para un paciente mantenga la consciencia, dos componentes neurológicos importantes deben funcionar impecablemente. El primero es la corteza cerebral, que es la sustancia gris que cubre la capa externa del cerebro. La otra es la estructura localizada en el tronco cerebral, llamada sistema de activación reticular (RAS o ARAS).Una lesión a cualquiera de estos dos componentes es suficiente para causarle a un paciente que experimente una coma.

### Muerte cerebral
La muerte cerebral es el final irreversible de toda actividad cerebral, y funcionamiento (incluyendo actividad involuntaria necesaria para sostener la vida). La principal causa es la necrosis total de las neuronas cerebrales después de la pérdida de la oxigenación cerebral. Después de la muerte cerebral, el paciente no tiene ningún sentido de consciencia; ciclos sueños-vigilia o comportamiento, y por lo general se ven como si estuvieran muertos o en un estado profundo de sueño o coma. Aunque visualmente es similar a un estado comatoso como el estado vegetativo persistente, no deben confundirse estos dos. Los criterios para la muerte cerebral difiere de un país a otro. Sin embargo, las evaluaciones clínicas son las mismas y requieren la pérdida de todos los reflejos del tronco cerebral y la demostración de apnea continua en un paciente en coma persistente (<4 semanas). La imagen funcional usando PET o escaneos CT, usualmente muestra un fenómeno de cráneo hueco. Los pacientes clasificados con muerte cerebral están legalmente muertos y pueden calificar como donadores de órganos, en el cual sus órganos son removidos quirúrgicamente y preparados para un receptor en particular.
La muerte cerebral es uno de los factores decisivos cuando se declara muerto a un paciente traumatizado. La determinación de la función y la presencia de necrosis después de un trauma en todo el cerebro o  tronco cerebral se puede usar para determinar la muerte cerebral y se usa en muchos estados de los Estados Unidos.

## Problemas metodológicos
Los estudios metabólicos son útiles, pero no pueden identificar la actividad neuronal dentro de una región específica a procesos cognitivos específicos. La funcionalidad sólo puede identificarse en el nivel más general: metabolismo en las regiones corticales y subcorticales que pueden contribuir a los procesos cognitivos.
Actualmente, no se ha establecido ninguna relación entre las tasas metabólicas cerebrales de glucosa u oxígeno medidas por PET y el resultado del paciente. La disminución del metabolismo cerebral ocurre también cuando los pacientes son tratados con anestesia hasta el punto de falta de respuesta. El valor más bajo (28% del rango normal) se informó durante la anestesia con propofol. También el sueño profundo representa una fase de disminución del metabolismo (hasta el 40% del rango normal). En general, los estudios cuantitativos de PET y la evaluación de las tasas metabólicas cerebrales dependen de muchas suposiciones. PET por ejemplo requiere un factor de corrección, la tomografía por emisión de positrones, que es estable en cerebros sanos. Existen reportes que una disminución global de esta constante surge después de una lesión cerebral  traumática. Pero no solo los factores de corrección cambian debido a TBI. Otro problema es la posibilidad de glucólisis anaerobias que pueden ocurrir después de una TBI. En dicho caso los niveles de glucosa medidos por el PET no están estrechamente conectados al consumo de oxígeno del cerebro del paciente. El tercer punto con respecto a los escaneos PET es la medición general por unidad de volumen de tejido cerebral. Las imágenes pueden verse afectadas por la inclusión de espacios metabólicamente inactivos e.g. el líquido cefalorraquídeo en el caso de la hidrocefalia macroscópica que disminuye artificialmente el metabolismo calculado. Además, el problema a la exposición a la radiación debe considerarse en pacientes con cerebros gravemente dañados y excluir estudios longitudinales o de seguimiento.

## Problemas éticos
Los trastornos de la conciencia presentan una variedad de preocupaciones éticas. Lo más obvio es la falta de consentimiento en cualquier decisión de tratamiento. Los pacientes en PVS o MCS no pueden decidir la posibilidad de retirar el soporte vital. También es una pregunta general sobre si deben recibir terapia de soporte vital y, de ser así, ¿por cuánto tiempo? Los problemas relacionados con el consentimiento de un paciente también cuentan para los estudios de neuroimagen. Sin el consentimiento del paciente, tales estudios son percibidos como no éticos. Además solo pocos pacientes han creado directivas anticipadas antes de perder la capacidad de tomas de decisiones. Normalmente la aprobación debe obtenerse de familiares o algún representante legal dependiendo las pautas gubernamentales y del hospital. Pero incluso con el consentimiento de los representantes, se han negado becas a los investigadores, aprobación del comité de ética y publicación.
Los problemas sociales surgen de los enormes costos que son causados por personas con trastornos de la consciencia. Pacientes comatosos y vegetativos especialmente crónicos, cuando la recuperación es altamente improbable y los médicos consideran inútil el tratamiento en la UCI. Además de los problemas antes mencionados, surge la pregunta de por qué los recursos médicos no se usaban para un bien público más amplio sino para pacientes que parecían tener muy poco que ganar de ellos. Aún las investigaciones no están completamente seguras acerca de la irreversibilidad de estas afecciones. Algunos estudios demuestran que algunos pacientes que sufren de trastornos de la conciencia pueden ser conscientes a pesar de la falta de respuesta clínica. Estos hallazgos recientes podrían tener un gran impacto en cuestiones éticas y sociales.